# Henry Dupuis
Pour les articles homonymes, voir Dupuis (homonymie).
Henry Dupuis (1640-1703) était le jardinier en chef de Louis XIV. Durant 40 ans, il participa sous les ordres de Le Nôtre à l'élaboration des jardins du château de Versailles, et en particulier de l'Orangerie, dont il terminera gouverneur.